# Associazione Sportiva Montecatini Calcio 1979-1980
Questa voce raccoglie le informazioni riguardanti l'Associazione Sportiva Montecatini nelle competizioni ufficiali della stagione 1979-1980.

## Rosa
| N. |                   | Ruolo | Calciatore               |
| -- | ----------------- | ----- | ------------------------ |
|    | Italia (bandiera) | A     | Massimo Acquaroli        |
|    | Italia (bandiera) | F     | Franco Bandini           |
|    | Italia (bandiera) | D     | Stefano Biagini          |
|    | Italia (bandiera) | D     | Francesco Da San Martino |
|    | Italia (bandiera) | A     | Sergio Di Prospero       |
|    | Italia (bandiera) | A     | Giovanni Ferradini       |
|    | Italia (bandiera) | P     | Francesco Gentiluomo     |
|    | Italia (bandiera) | D     | Claudio Iozzelli         |
|    | Italia (bandiera) | C     | Paolo Lombardi           |
|    | Italia (bandiera) |       | Magrini                  |
|    | Italia (bandiera) |       | Moncini                  |
|    | Italia (bandiera) | P     | Giulio Nuciari           |
|    | Italia (bandiera) | C     | Alessandro Paesano       |

| N. |                   | Ruolo | Calciatore          |
| -- | ----------------- | ----- | ------------------- |
|    | Italia (bandiera) | C     | Carmelo Palilla     |
|    | Italia (bandiera) | C     | Aldo Piccoli        |
|    | Italia (bandiera) | C     | Andrea Pinelli      |
|    | Italia (bandiera) | D     | Salvatore Polverino |
|    | Italia (bandiera) | D     | Pietro Ramagini     |
|    | Italia (bandiera) | C     | Massimo Sacchi      |
|    | Italia (bandiera) | A     | Sandro Sarti        |
|    | Italia (bandiera) | D     | Stefano Sessi       |
|    | Italia (bandiera) | D     | Cesare Valeri       |
|    | Italia (bandiera) | D     | Roberto Versiglioni |
|    | Italia (bandiera) | C     | Francesco Vettori   |
|    | Italia (bandiera) | A     | Nevio Vinciarelli   |